# Северноамерички куп нација 1991.
Првенство НАФЦ 1991. (енгл. North American Championship) године било је четврто фудбалско првенство савеза за Северноамеричку фудбалску конфедерацију (НАФЦ). То би уједно био и последњи турнир. Уследио је још један турнир у Сједињеним Државама 1991. године, Конкакафов златни куп, за који су чланови НАФЦ-а аутоматски квалификовани. Мексико је на последњем турниру освојио прво место у својој групи.

## Преглед
Турнир је виђен као разочарање, а промотери су се жалили да је одлука Мексичке фудбалске федерације да пошаље свој први изабрани тим да игра против Аргентине у Буенос Ајресу имала озбиљан утицај на посећеност. Потпредседник промотера ПроЛинк-а Фред Гузман је прокоментарисао да смо „разочарани јер смо очекивали да мексички навијачи понесу турнир. Али где су били амерички навијачи? Америчка федерација мора да створи ситуацију у којој се људи окупљају око националног тима.“
Лос Анђелес тајмс је известио да „ни Латиноамериканци нису купили Северноамерички Куп нација, који, у својој другој години, има проблема да задржи интерес чак и три укључена тима.“
Да би се припремили за такмичење, амерички тим је играо против Бермуда у Хамилтону и парагвајског клуба Олимпија. Након завршетка такмичења, Брус Мареј је постао најбољи стрелац репрезентације САД свих времена са 13 голова.

## Стадион
| Лос Анђелес       | Торанс            |
| ----------------- | ----------------- |
| Мемориал Колосеум | Федерстоне филд   |
| Капацитет: 93.607 | Капацитет: 12.127 |
|                   |                   |

## Резултати
| Pos | Тим              | О | П | Н | И | ГД | ГП | ГР | Бод. |
| --- | ---------------- | - | - | - | - | -- | -- | -- | ---- |
| 1   | Мексико          | 2 | 1 | 1 | 0 | 5  | 2  | +3 | 3    |
| 2   | Сједињене Државе | 2 | 1 | 1 | 0 | 4  | 2  | +2 | 3    |
| 3   | Канада           | 2 | 0 | 0 | 2 | 0  | 5  | −5 | 0    |

| Сједињене Државе                    | 2 : 2      | Мексико                                       |
| ----------------------------------- | ---------- | --------------------------------------------- |
| Данте Вошингтон 44’ · Брус Мари 89’ | (Извештај) | 53’ Луис Антонио Валдез · 75’ Мисаел Еспиноза |

| Мексико                                      | 3 : 0      | Канада |
| -------------------------------------------- | ---------- | ------ |
| Луис Роберто Алвес 5’, 48’ · Педро Дуана 53’ | (Извештај) |        |

| Сједињене Државе                    | 2 : 0    | Канада |
| ----------------------------------- | -------- | ------ |
| Данте Вошингтон 13’ · Брус Мари 60’ | Извештај |        |

## Достигнућа
| Најбољи играч | Победник Северноамеричког купа нација 1991. Мексико 3° титула | Најбољи стрелац Брус Мари Данте Вошингтон Луис Роберто Алвес (по 2 гола) |

## Голгетери
Два гола
- Брус Мари
- Данте Вошингтон
- Луис Роберто Алвес

Један гол
- Мисаел Еспиноза
- Луис Антонио Валдез
- Педро Дуана